# Kisigrice
Kisigrice románul: Igriția, falu Romániában, Erdélyben, Kolozs megyében.

## Fekvése
Dobokától északra fekvő település.

## Története

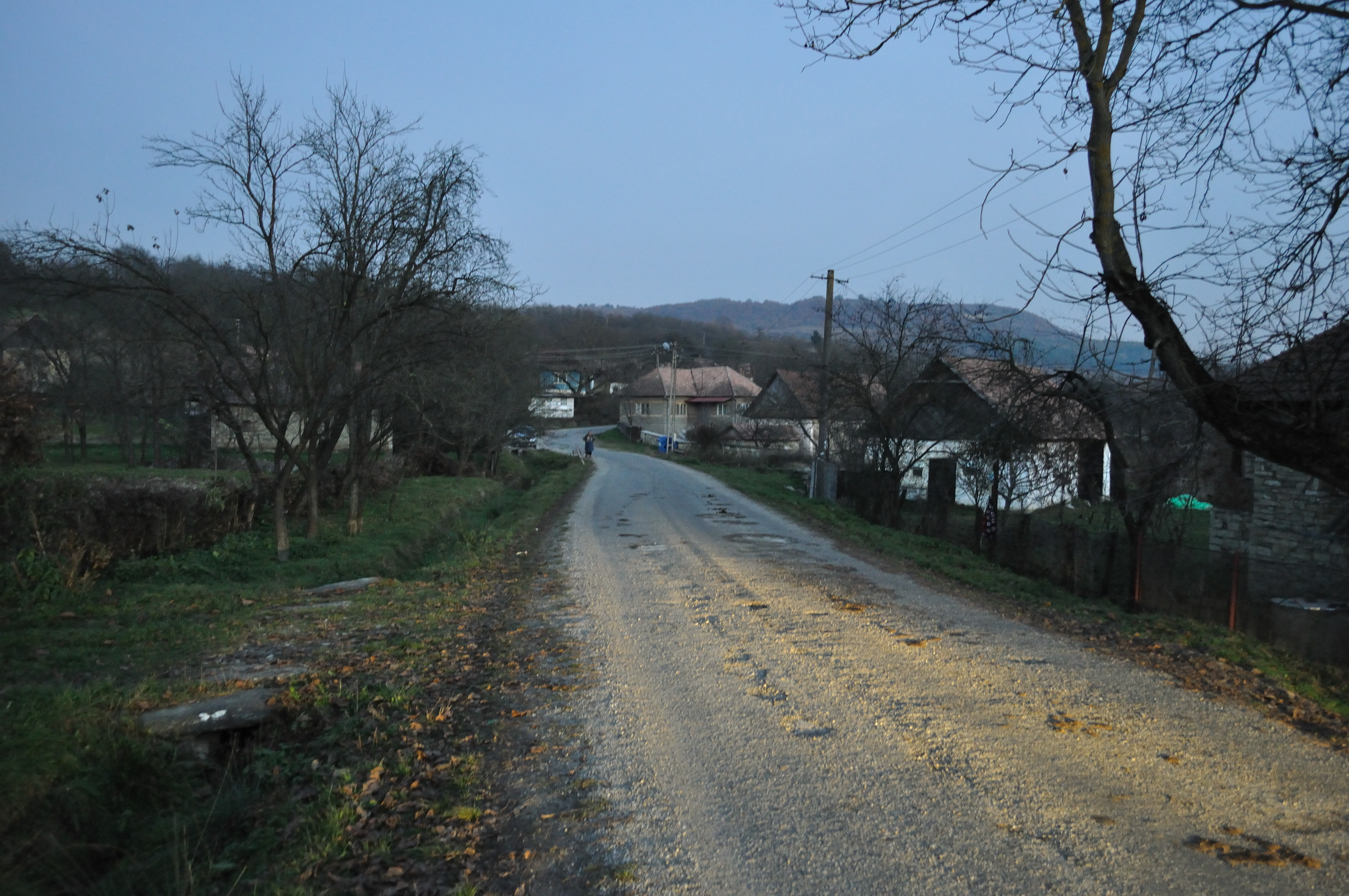
Kisigrice látképe

Kisigrice, Igrici nevét 1379-ben említette először oklevél p. regalem Igrichy néven, mint királyi birtok.  Igrichy királyi udvarhoz vagy a várhoz tartozó igricek földje lehetett; (Gy 2: 72).
1515-ben a Bánffyaké: Bánffy Péter itteni, Igrecze-i részét átengedte Kendy Gálnak. 1515-ben pedig Bánffy András (e) néhai Bánffy Jánosról reá szállt Igrecz-i részét adta zálogba ugyancsak Kendy Gálnak. 
1519-ben Ygrecz-i részbirtokát Bánffy Miklós, több részbirtok átengedése ellenében, apja: László kezébe adta.
1524-ben Bánffy László Igryczy-i részét adta el Podvinyai Pál deáknak 1536-ban Kecskeméti Patócsi Miklós Igreczy negyedét, mely Monyorói Bánffy Lászlóé volt, adta féltestvérének: Patócsi 
Jánosnak cserébe, majd 1542-ben Patócsi János Igriche-i birtokrészét 600 Ft-ért eladta feleségének: Kabos 
Margitnak.
1554-ben Igreczy-n Bonchidai Bánffy Mihályt írták részbirtokosnak.
Későbbi névváltozatai: 1616-ban Igricz (Kádár IV. 60), 1733-ban Egrecze, 1750-ben Igricze, 1760–1762 között Egretzei, 1806-ban Igricze, 1808: Igicze, 1861-ben Igricze, 1913-ban Kisigrice.
A trianoni békeszerződés előtt Szolnok-Doboka vármegye Szamosújvári járásához tartozott.
1910-ben 275 lakosából 5 magyar, 739 román volt. Ebből 270 görögkatolikus, 5 izraelita volt.

## Források

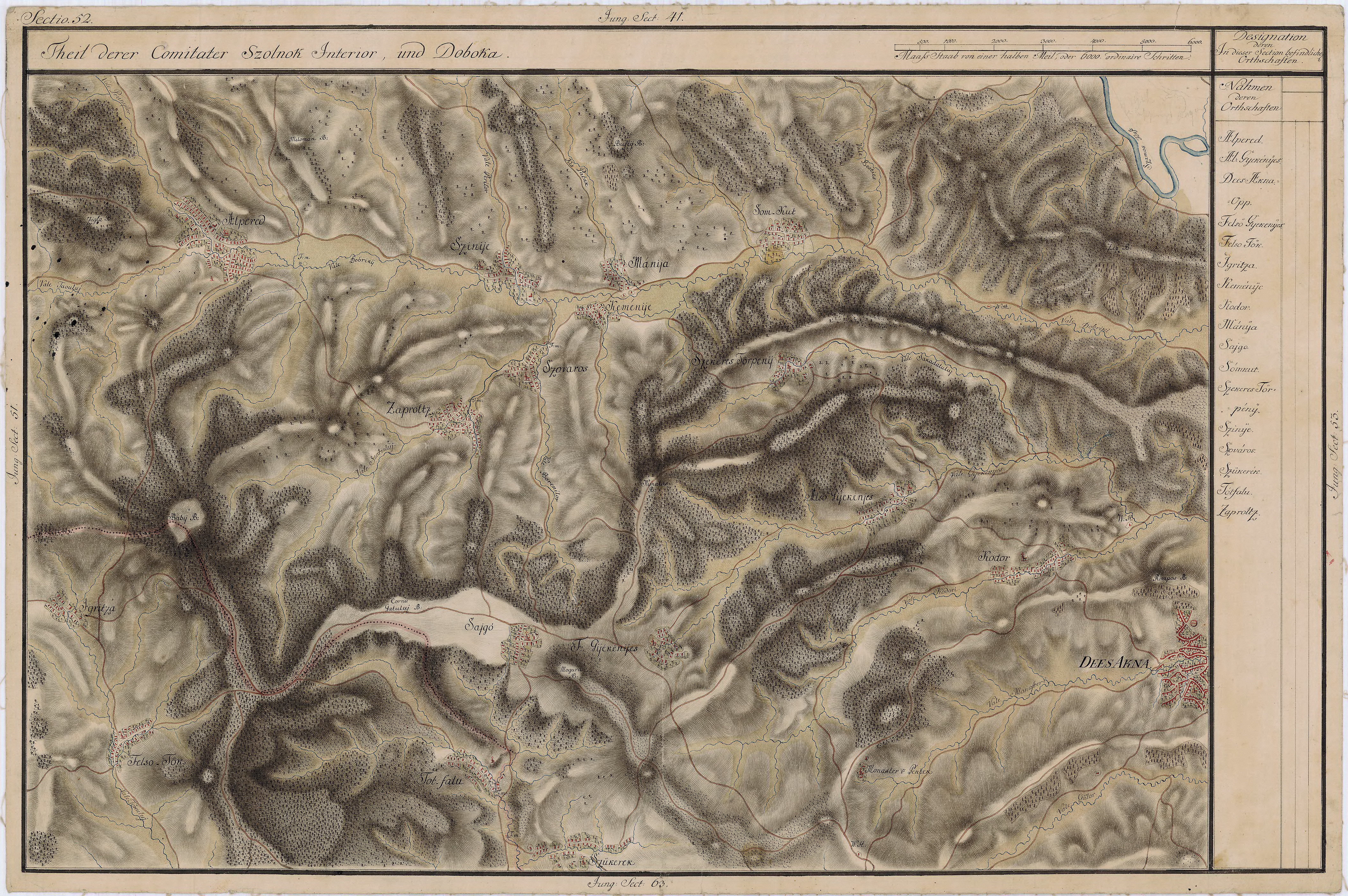
Kisigrice egy régi térképen